# Meio-soprano
| Tipo de Voz  | Tipo de Voz |
| Feminino     | Masculino   |
| ------------ | ----------- |
| Soprano      | Tenor       |
| Meio-soprano | Barítono    |
| Contralto    | Baixo       |

Meio-soprano (do italiano mezzosoprano, com o mesmo significado) é a voz intermediária entre o soprano e o contralto. Geralmente apresenta um timbre mais encorpado que o soprano e tem uma extensão maior na região central-grave. Em cultura artística e no meio musical, costuma ser referida — como as demais vozes e outros atributos musicais — apenas pelo termo italiano correspondente. Ressalta-se que independente do termo, a meio-soprano pode atingir grandes extensões e a tessitura é geralmente baixa; é uma voz com maiores possibilidades. Uma boa mezzo tem e deve ter seus agudos bem desenvolvidos. Essa voz, assim como a de contralto, cada vez abunda menos. Sua extensão vocal vai do Lá3 ao Si5 

## Características vocais
Como um contralto legítimo é uma voz rara, muitas vezes o meio-soprano é quem canta as partes de contralto nos divisis dos arranjos corais e vocais, valendo isso também para o soprano. Em particular é uma voz que tem maiores possibilidade de "misturar" o vocal no centro e descer com o som mais equalizado do que um soprano faria. Tais características são de importante ressalte, bem como a amplitude de registro e a ressonância, esta feita em voz de peito. As qualidades que identificam a voz do meio-soprano mantendo diferenças entre sopranos e contraltos são verificadas pelo timbre mais cheio, mais harmônico e mais aveludado com o desenvolvimento da voz de peito e coordenação no registro médio, um meio-soprano bem desenvolvido e com excelente registro médio foi Fedora Barbieri. Ebe Stignani foi um raro exemplar de extensão vocal e ornamentação mantidos neste tipo de voz, além de dominar completamente as tessituras de soprano e contralto. A tessitura desta voz vai do G3 ao B♭5, sendo possível atingir mais alto ou mais baixo dependendo do nível e da técnica do meio-soprano, por exemplo, Giulietta Simionato, Ebe Stignani , Shirley Varret, Grace Bumbry que atingiam o Dó sobreagudo Soprano, além de notas graves em voz de peito, essencial para personagens como Azucena e Amneris. Pauline Viardot-García, irmã de Maria Malibran, era uma exceção, pois seu timbre descomunal atingia desde o C3 ao F6; em registro ela também dominava o repertório para o soprano e o contralto. É uma voz frequentemente similar com o soprano e requer cuidados na classificação, sendo fundamental verificar a extensão e a potência marcante.
O termo meio-soprano foi desenvolvido em relação às vozes clássicas e operísticas, em que a classificação se baseia não apenas na escala vocal da cantora, mas também sobre a tessitura e timbre da voz. Para cantores clássicos e de ópera, seu tipo de voz determina os papeis que irão cantar e é o principal método de categorização. Na música popular, os cantores são principalmente definidos por seu gênero e não o seu alcance vocal. Quando a termos soprano, meio-soprano, contralto, tenor, barítono e baixo são usados como descritores de vozes não-clássicas, eles são aplicados mais livremente do que seriam para aqueles de cantores clássicos, geralmente referindo-se apenas ao alcance vocal percebida do cantor.

## Divisões
A classificação na Ópera:
- Meio-soprano coloratura

Tem um registro quente inferior e um registro agudo ágil. Os cis que canta nas óperas muitas vezes exigem não só a utilização do registro inferior, mas também o salto na tessitura superior; ornamentados, com passagens rápidas. Tem uma gama de aproximadamente A3 para o C6, alguns casos podem de atingir um D6. O que distingue essa voz da classificação "soprano" é sua extensão no registro mais baixo e uma qualidade vocal mais quente, com registro médio largo e voz de peito bem desenvolvida, pode cantar Cenerentola de Rossini como também a princesa Eboli.
- Meio-soprano lírico

Com uma gama de aproximadamente F#3 para B5 ou até mesmo um C6, este tem uma qualidade às vezes muito suave e sensível, mas não tem o vocal do coloratura ou o tamanho da gama do dramático. É ideal para a maioria dos papéis de in travestir. Interpreta mulheres maduras e sedutoras, um bom exemplo está na Opera homônima Carmen  e varia algumas arias de Contralto e Sopranos.
- Meio-soprano dramático

Tem um forte registro médio, um alto registro quente e uma voz que é mais ampla e mais poderosa do que os outros meio-sopranos. Esse tem menos agilidade vocal do que o coloratura; com o alcance de F3 para B5 podendo atingir um potente C6, com certas identificações com o contralto, bons exemplos dessa voz são Giulietta Simionato e Shirley Verrett, que também cantavam o repertório para Soprano dramático como Norma, Lady Macbeth e Santuzza e papéis pesados de Mezzsoprano que exigiam uso da voz de peito como Azucena e Amneris. Pode cantar sobre orquestras e coros com facilidade e muitas vezes foi usado na ópera do século XIX, para retratar as mulheres mais velhas, mães, bruxas e personagens do mal. Verdi escreveu muitos papéis para este meio-soprano no repertório repertório italiano e também há alguns bons papéis na opera francesa. A maioria destes papéis, no entanto, estão dentro do repertório do romantismo alemão e de compositores como Wagner e Strauss.

## Papéis operísticos
Azucena, o papel da cigana do Il Trovatore de Verdi (um dos papeis mais difíceis para o meio-soprano) tem um C6 para cantar numa das cadências. O "mezzo rossiniano", que tem uma abordagem mais leve por causa das coloraturas que tem a executar, também desmitifica a ideia da voz do mezzo ser grave. Um exemplo disso é o papel de Rosina no Il Barbieri di Siviglia de Rossini.
Interpreta Adalgisa, de Norma (escrita por Bellini para um soprano — Giulia Grisi), papel que, cantado no tom, obriga a subir até o dó sobreagudo (C6). É a voz característica de Amneris, de Aida, de Laura, de A Gioconda, de Açucena, de "O Trovador", papéis que exigem uma voz cheia, harmônica e potente, com graves profundos e agudos seguros.
Encontra-se também em Cherubino, de As Bodas de Fígaro, e Octavian, de "O Cavaleiro da Rosa".
Além destes, outros papéis onde se pode ouvir uma voz de meio-soprano são:
- Agnes, em A Noiva Vendida de Bedřich Smetana;
- Amneris, em Aida de Verdi;
- Carmen, na ópera homônima de Bizet;
- Charlote, em Werther de Massenet;
- Clotilde, em Norma de Vincenzo Bellini;
- Conde Otaviano (ou Otávio) Rofrano, em Der Rosenkavalier, de Richard Strauss;
- Dalila, em Samson et Dalila, de Camille Saint-Saëns;
- Gertrude, em Roméo et Juliette, de Charles Gounod;
- Hänsel, Gertrude e a Feiticeira, em Hänsel und Gretel, de Engelbert Humperdinck
- Klytämnestra, em Elektra, de Richard Strauss;
- La Marquise e a Duquesa de Krakentorp, em La Figlia del Regimento, de Gaetano Donizetti;
- Mallika, Senhora Bentson e Rose, em Lakmé, de Léo Delibes;
- Mignon, em Mignon, de Ambroise Thomas;
- Ortrud, em Lohengrin, de Richard Wagner;
- Princesa Éboli, em Dom Carlos, de Verdi;
- Sra. Sedley (algumas vezes chamada de Sra. Nabob), em Peter Grimes, de Benjamin Britten
- Tisbe, em La Cenerentola de Rossini;
- Yniold, em Pelléas et Mélisande de Claude Debussy.

Há ainda alguns papeis que podem ser feitos por mezzos ou sopranos dramáticos:
- Cherubino em Le nozze di Figaro de Mozart;
- Dorabella, em Così fan tutte de Mozart;
- Isaura, em A Escrava Isaura de Wallas Da Silva Soares;
- Leonora em La favorita de Donizetti;
- Santuzza, em Cavaleria Rusticana de Mascagni;

## Cantoras meio-soprano

### Música erudita
- Adelaide Borghi-Mamo0
- Angelika Kirchschlager
- Anne Sofie von Otter
- Cecilia Bartoli
- Christa Ludwig
- Elena Obraztsova
- Elīna Garanča
- Frederica von Stade
- Gail Dubinbaum
- Jane Rhodes
- Janet Baker
- Jennifer Larmore
- Joyce DiDonato
- Linda Finnie
- Lorraine Hunt‑Lieberson
- Luigia Abbadia
- Magdalena Kozená
- Margherita Durastanti
- Margherita Zimmermann
- Marilyn Horne
- Marina Viotti
- Marion Matthäus
- Marjana Lipovsek
- Marjorie Thomas
- Rosemary Kuhlmann
- Salli Terri
- Sonia Ganassi
- Teresa Berganza
- Yvonne Levering

### Música popular
- Alizée
- Anahí
- Adele
- Aline Wirley
- Enya
- Fantine Tho
- Karin Hils
- Joelma
- Lucero
- Lu Andrade
- Lady Gaga
- Marina Diamandis
- Melanie C
- Miley Cyrus
- Maite Perroni
- Nívea Soares
- Sabina Hidalgo
- Taylor Swift